# Scipione Dentice
Scipione Dentice (né le 29 janvier 1560 à Naples et mort le 21 avril 1633 dans la même ville) est un compositeur et claviériste de la Renaissance italienne.

## Biographie
Scipione Dentice est né dans une famille de musiciens. Son grand-père Luigi Dentice était un théoricien de la musique, et son oncle Fabrizio Dentice joueur de luth.
Scipione Dentice  ne doit pas être confondu avec son collègue et exact contemporain, le compositeur Scipione Stella (1560 - 1622). Tous deux faisaient partie de l’entourage musical de Carlo Gesualdo, prince de Venosa, lui-même grand compositeur de madrigaux. Le compositeur espagnol Sebastián Raval témoigne de la présence de Scipione Dentice et Scipione Stella au Palazzo Peretti de Rome, assistant à l’exécution d’œuvres de Luca Marenzio .